# Great Miami (reka)
Great Miami reka (imenovana tudi reka Miami) (Shawnee: Msimiyamithiipi) je pritok reke Ohio, približno 160 mi (260 km) dolga, v jugozahodnem Ohiu in Indiani v Združenih državah. Veliki Miami izvira v umetnem jezeru Indian Lake in teče proti jugu skozi mesta Sidney, Piqua, Troy, Dayton, Middletown in Hamilton, vse v državi Ohio.
Reka je dobila ime po plemenu Miami, algonkvinsko govorečih domorodcih ZDA, ki so živeli v regiji v zgodnjih dneh evropske naselitve. Prisiljeni so bili preseliti se na zahod, da bi ubežali pritisku evropsko-ameriških naseljencev.
Območje, ki obdaja reko Great Miami, je znano kot dolina Miami. Ta izraz se v zgornjih delih doline uporablja kot vzdevek za gospodarsko-kulturno regijo, osredotočeno predvsem na območje Velikega Daytona. Ker spodnji deli doline Miami spadajo pod vpliv Cincinnatija in doline reke Ohio, se prebivalci spodnjega območja ne identificirajo z Miamijem na enak način.